# Latin Kings (gäng)
För andra betydelser, se Latin Kings.
Latin Kings, fullständigt namn Almighty Latin King and Queen Nation, är ett amerikanskt gäng som uppstod i Chicago på 1950-talet och fortfarande är verksamt, numera i flera städer i USA och även internationellt. Gänget har tagit som sin uppgift att verka för bättre villkor och rättigheter för amerikaner med latinamerikanskt ursprung, i viss mån parallellt med Black Power-rörelsen.